# 소망 (1980년 드라마)
《소망》(所望)는 대한민국의 1980년부터 1983년까지 방송됐던 한국방송공사의 주간 드라마이다.

## 기획 의도
종합병원을 배경으로 한 우리나라 최초의 순수 메디컬 드라마이다.

## 방송 시간
- KBS TV - 1980년 9월 21일부터 1980년 11월 30일까지 : 매주 일요일
- KBS 1TV - 1980년 12월 7일부터 1983년 11월 16일까지 : 매주 일요일

## 출연진
- 신구
- 선우은숙
- 한혜경
- 노주현
- 최선자
- 연규진
- 김성겸
- 백윤식
- 정영숙
- 이덕희
- 송석호